# Christopher Cassidy
Christopher John Cassidy (ur. 4 stycznia 1970 w Salem, stan Massachusetts, USA) – komandor porucznik marynarki wojennej, inżynier, członek korpusu astronautów NASA.

## Wykształcenie oraz służba wojskowa
- Szkołę średnią (York High School) ukończył w York, stan Maine.
- 1989 – został absolwentem szkoły przygotowawczej Akademii Marynarki (Naval Academy Prep School) w Newport, stan Rhode Island
- 1993–2004 – po uzyskaniu licencjatu z matematyki na Akademii Marynarki Wojennej Stanów Zjednoczonych w Annapolis w stanie Maryland rozpoczął czynną służbę wojskową. Przez dziesięć lat był w elitarnych oddziałach amerykańskiej marynarki United States Navy SEALs. W tym czasie uczestniczył w czterech 6-miesięcznych operacjach: dwóch w Afganistanie i dwóch na Morzu Śródziemnym. Służył w jednostkach: Special Boat Team Twenty w Norfolk (Wirginia) oraz SEAL Team Three w Coronado (Kalifornia). Jego oddział został rozmieszczony w Afganistanie już dwa tygodnie po 11 września 2001 i był naziemną jednostką szturmową Dowództwa Sił Powietrznych USA w Afganistanie. Pełnił również funkcję dowódcy plutonu podwodnych środków transportowo-ewakuacyjnych (SEAL Delivery Vehicle Platoon) w jednostce SEAL Delivery Vehicle Team TWO w Norfolk. Podczas służby jako pilot, nawigator i dowódca misji spędził 200 godzin na 2-osobowej łodzi podwodnej SDV (SEAL Delivery Vehicle) – otwartym podwodnym środku transportu dostarczanym w rejon akcji przez podwodny okręt transportujący. Do chwili przyjęcia do NASA Christopher Cassidy służył jako dowódca jednostki operacyjnej marynarki do zadań specjalnych (Naval Special Warfare Task Unit).
- 2000 – na Massachusetts Institute of Technology zakończył studia magisterskie na kierunku inżynieria oceaniczna.

## Praca w NASA i kariera astronauty
- 2004 – 6 maja został przyjęty do korpusu amerykańskich astronautów NASA (grupa NASA-19(inne języki)) jako kandydat na specjalistę misji. W lipcu rozpoczął standardowe przeszkolenie w Centrum Lotów Kosmicznych imienia Lyndona B. Johnsona.
- 2006 – 10 lutego zakończył kurs podstawowy i został skierowany do pracy w Biurze Astronautów NASA. Wyznaczono go również do pełnienia funkcji operatora łączności (tzw. CapCom) podczas załogowych misji astronautów amerykańskich.
- 2008 – 11 lutego NASA oficjalnie ogłosiła skład załogi wahadłowca Endeavour, którego misja STS-127 ma mieć miejsce w maju 2009[1]. Cassidy został w niej jednym ze specjalistów.
- 2009 – 15 lipca rozpoczął swój pierwszy lot kosmiczny na pokładzie wahadłowca Endeavour.

Stowarzyszenie Uczestników Lotów Kosmicznych (Association of Space Explorers) przyznało mu Universal Astronaut Insignia za lot orbitalny (nr 497).

## Nagrody i odznaczenia
- dwukrotnie Brązowa Gwiazda (Bronze Star Medal) – sił zbrojnych USA za udział w operacjach w Afganistanie,
- Pochwała Prezydenta USA (Presidential Unit Citation).

## Wykaz lotów
| Loty kosmiczne, w których uczestniczył Christopher J. Cassidy  | Loty kosmiczne, w których uczestniczył Christopher J. Cassidy | Loty kosmiczne, w których uczestniczył Christopher J. Cassidy | Loty kosmiczne, w których uczestniczył Christopher J. Cassidy | Loty kosmiczne, w których uczestniczył Christopher J. Cassidy | Loty kosmiczne, w których uczestniczył Christopher J. Cassidy | Loty kosmiczne, w których uczestniczył Christopher J. Cassidy |
| Lp.                                                            | Data startu                                                   | Statek kosmiczny                                              | Data lądowania                                                | Statek kosmiczny                                              | Funkcja                                                       | Czas trwania                                                  |
| -------------------------------------------------------------- | ------------------------------------------------------------- | ------------------------------------------------------------- | ------------------------------------------------------------- | ------------------------------------------------------------- | ------------------------------------------------------------- | ------------------------------------------------------------- |
| 1                                                              | 15 lipca 2009                                                 | STS-127 Endeavour F-23                                        | 31 lipca 2009                                                 | STS-127 Endeavour F-23                                        | Specjalista misji                                             | 15 dni, 16 godzin, 44 minuty, 58 sekund                       |
| 2                                                              | 28 marca 2013                                                 | Sojuz TMA-08M                                                 | 11 września 2013                                              | Sojuz TMA-08M                                                 | Inżynier pokładowy                                            | 166 dni, 6 godzin, 15 minut                                   |
| 3                                                              | 9 kwietnia 2020                                               | Sojuz MS-16                                                   | 22 października 2020                                          | Sojuz MS-16                                                   | Inżynier pokładowy Sojuza, dowódca misji na ISS               | 195 dni, 18 godzin. 49 minut                                  |
| Łączny czas spędzony w kosmosie — 377 dni, 17 godzin, 49 minut |                                                               |                                                               |                                                               |                                                               |                                                               |                                                               |